# Sailong
Sailong (kinesiska: 赛龙镇, 赛龙) är en köping i Kina. Den ligger i provinsen Sichuan, i den sydvästra delen av landet, omkring 240 kilometer öster om provinshuvudstaden Chengdu. Antalet invånare är 9 957. Befolkningen består av 5 022 kvinnor och 4 935 män. Barn under 15 år utgör 25,0 %, vuxna 15-64 år 57 %, och äldre över 65 år 17,0 %.
Genomsnittlig årsnederbörd är 1 445 millimeter. Den regnigaste månaden är september, med i genomsnitt 264 mm nederbörd, och den torraste är december, med 13 mm nederbörd.